# 1824年逝世人物列表
下面是1824年逝世的知名人士列表。
1824年逝世人物列表：1月 - 2月 - 3月 - 4月 - 5月 - 6月 - 7月 - 8月 - 9月 - 10月 - 11月 - 12月

## 1月

### 1日
- 文岑茨·瑪麗亞·斯特蘭比，義大利激情主義者和馬切拉塔-托倫蒂諾主教

### 3日
- 路德維希·丹克戈特·克萊默，德國神職人員和大學講師

### 5日
- 約瑟夫·利博希茨，俄羅斯醫生和博物學家

### 7日
- 約翰·大衛·瑙曼，普魯士法學家

### 8日
- 約瑟夫·杜舍克，歌劇演唱家（女高音）
- 克萊默·埃伯哈德·卡爾·施密特，德國詩人

### 10日
- 湯瑪斯·愛德華·鮑迪奇，英國冒險家、作家和動物學家
- 維克多·伊曼紐爾一世，撒丁島國王和薩伏依公爵

### 11日
- 卡爾·恩斯特·埃伯哈德·本達，德國演員
- 阿隆·埃利亞斯·塞利格曼，農場因素

### 12日
- 詹姆斯·布徹，美國政治家
- 弗里德里希·尼特納，皇家宮廷園丁
- 海因里希·齊根拜因，德國教育家和新教神職人員

### 13日
- 亞伯拉罕·沙夫豪森，科隆銀行家

### 14日
- 約翰·卡爾·弗裡德里希·維廷，德國神學家和作家

### 15日
- 弗朗西斯·邓达斯，英國陸軍上將
- 詹姆斯·特納，北卡羅來納州州長

### 17日
- 希德·德克斯·凱特，荷蘭隊長
- 弗裡德里希·奧古斯特·威廉·斯波恩，德國語言學家和大學講師

### 18日
- 約翰·格奧爾格·弗裡德里希·馮·弗裡森，德國莊園主張伯倫勳爵，樞密院議員兼德累斯頓藝術收藏和圖書館首席監督

### 19日
- 斐迪南德·雙子座暮克，德國道德神學家

### 20日
- 菲力浦·弗朗索瓦·莫裡斯·德·阿爾比納克，法國軍隊

### 21日
- 讓-巴蒂斯特·德魯埃，法國革命者
- Osei Bonsu（奧塞邦蘇酒店），阿散蒂王國的Asantehene（統治者）
- 尼古拉斯·桑德，德國新教神職人員

### 22日
- 羅庫斯·弗朗茨·伊格納茲·埃格達赫，薩爾茨堡管風琴製造商、牧師、音樂家
- 弗里德里希·路德維希·馮·毛奇，荷爾斯泰因貴族和呂貝克主教區的最後一位大教堂院長
- 詹姆斯·舒爾曼，美國政治家

### 24日
- 喬治·威廉·弗裡德里希·貝內肯，德國傳教士
- 埃爾科萊·孔薩爾維，義大利紅衣主教

### 25日
- 約翰·馬泰烏斯·特斯多普夫，呂貝克市長

### 26日
- 泰奧多爾·傑利柯，法國浪漫主義畫派的先驅

### 28日
- 約翰·馮·圖爾克海姆，德國外交官和家譜學家

### 29日
- Edzard Moritz zu Innhausen und Knyphausen，東弗里斯蘭景觀總統，第一任克尼普豪森伯爵
- 約阿希姆·內特爾貝克，德國水手，「科爾伯格的救世主」，自傳作家
- Luise zu Stolberg-Gedern，雅各派王位覬覦者查理斯·愛德華·斯圖亞特的德國妻子
- 約瑟夫·馮·斯圖本貝格，艾希施泰特親王主教和班貝格大主教

### 30日
- Jean-Guillaume Fyard de Gevigney et de Mercey，法國營長

### 31日
- 約翰·撒母耳·馮·格魯納，瑞士地質學家和軍事地質學的創始人
- 奧古斯特·迪翠希·馬紹爾，圖林根州的德國世襲元帥，共濟會和光明會

## 2月

### 1日
- 約翰·倫普里埃，英語詞典編纂者、神職人員和大學校長
- 帕拉迪斯的瑪麗亞·特蕾莎，奧地利作曲家、鋼琴家和歌手
- 約翰·克裡斯托夫·海因里希·馮·賽德維茨，丹麥服役的德國軍官和梅克倫堡宮廷建築師

### 4日
- 尼古拉斯·卡什，奧地利西多會僧侶和住持

### 5日
- 海因里希·卡利森，德國-丹麥外科醫生和大學講師

### 7日
- 皮埃爾·昆廷（Pierre Quantin），法國步兵將軍

### 8日
- 里恩維斯·費思，荷蘭詩人

### 9日
- 約翰·尼克拉斯·班德林，德國教育家和詩人
- 安娜·卡塔琳娜·艾默里克，修女，神秘主義者

### 10日
- 恩斯特·路德維希·利希滕哈恩，瑞士政治家和聯邦總參謀部上校

### 11日
- 克利斯蒂安·戈特洛布·亨佩爾，德國作家
- 卡爾·奧古斯特·弗裡德里希·馮·諾曼-埃倫費爾斯，符騰堡州侍從和首席林務員

### 12日
- 查理斯·魯皮德，商人、當地政治家、市長

### 13日
- 皮埃爾·路易士·吉南德，瑞士玻璃冶煉廠和發明家
- 約瑟夫·馮·塞姆林，奧地利軍官，據說是印度的前波斯世襲王子（推定皇帝）

### 14日
- 延斯·克利斯蒂安·斯瓦博，第一位研究法羅群島語言的學者

### 15日
- 威廉·弗萊明，美國律師和政治家

### 16日
- 約翰·沃爾夫，德國教育家和鳥類學家

### 20日
- 黎世序，清朝政治人物、水利學家、經學家。
- 克利斯蒂安·弗裡德里希·博利，符騰堡州奧伯拉姆特曼
- 博吉斯拉夫·弗里德里希·伊曼紐爾·馮·陶恩齊恩，普魯士步兵將軍

### 21日
- 欧仁·德·博阿尔内，法國軍事家

### 22日
- 卡爾·費迪南德·蘇迪卡尼，德國醫生

### 23日
- 布拉修斯·梅雷姆，動物學家

### 24日
- 雅保伯蒂，模里西斯戰役期間的英國指揮官

### 25日
- 恩斯特·戈特洛布·科斯特林，德國路德宗神學家

### 29日
- 威廉·李·鮑爾，美國政治家

## 3月

### 1日
- 菲力浦·海因里希·布爾吉，德國管風琴製造商

### 2日
- 蘇珊娜·羅森，美國作家和女演員

### 3日
- 喬瓦尼·巴蒂斯塔·維奧蒂，義大利小提琴家和作曲家

### 5日
- 弗朗茨·安東·舒伯特，德國教堂作曲家

### 7日
- 路德維希·威廉·吉伯特，德國物理學家，大學講師

### 8日
- Jean-Jacques Régis de Cambacérès，法國律師和政治家
- 威廉·安東·菲克爾，德國醫生
- 克利斯蒂安·奧古斯特·君特，德國畫家、製圖員和雕刻師

### 9日
- 讓-查理斯·德·庫西，法國神職人員、拉羅謝爾主教和蘭斯大主教

### 10日
- 迪德里希·赫爾曼·比德施泰特，德國神學家、瑞典皇家議會議員和歷史學家
- 路易絲-阿德萊德·德·波旁-孔代，法國公主和本篤會修道院創始人

### 12日
- 卡爾·克萊因，德國天主教神父、神學院攝政王、傳教士、作家和公關人員

### 13日
- 卡斯滕·安克，挪威商人和政治家
- 索菲亞·李（Sophia Lee），英國作家
- 瑪麗亞·路易莎（Maria Luisa），伊特魯里亞女王和她未成年兒子的攝政王

### 14日
- 薩克森-科堡-薩爾費爾德的安東妮，今天符騰堡天主教堂的始祖
- 克利斯蒂安·戈特利布·豪博爾德，德國法學家

### 15日
- 卡爾·波波·弗羅貝爾，德國教育家和印刷家

## 4月

### 1日
- 約翰·海因里希·蓋米勒，瑞士銀行家

### 3日
- 莎莉·西摩，美國糕點師和餐館老闆
- 弗里德里希·馮·謝布勒，德國布料製造商

### 4日
- 彼得·威廉·馮·卡爾納普，德國商人、城市法官和市長
- 邁克爾·弗里德蘭德，德國醫生
- 亞歷山大·亨利，毛皮商人、企業家

### 5日
- 約瑟夫·馮·弗蘭克，德國地主和政治家

### 6日
- 喬治·撒切爾，美國律師和政治家
- 卡爾·弗朗茨·范德費爾德，德國城市法官和歷史小說作家

### 8日
- 約翰·內波穆克·馮·喬特克，波希米亞貴族和藝術贊助人

### 10日
- 讓·巴蒂斯特·德魯埃（Jean Baptiste Drouet），法國革命家，Sainte-Menehould的郵政局長
- 卡爾·阿道夫·胡布納，德國鎮書記員和總理府主任

### 11日
- 安東尼奧·德·莫賴斯·席爾瓦，巴西羅曼學者、盧西坦學家、語法學家和詞典編纂者

### 12日
- 小克利斯蒂安·戈特利布·克魯格，德國新教神學家和教育家
- 弗朗茨·默克爾，黑森大公國成員
- 巴爾塔薩·威廉·斯坦格爾，德國建築師和建築商

### 15日
- 西奧多魯斯·弗雷德里克·范·卡佩倫，荷蘭海軍軍官
- 伊格納茲·斯佩克爾，黑森林聖彼得本篤會皇家修道院的最後一位住持

### 16日
- 梅納爾的弗里德里希·馮·洛維斯（Friedrich von Löwis），俄羅斯中將，政治家

### 18日
- 路德維希·波爾斯托夫，卡倫堡傳教士
- 希貝柳斯·波特，弗里斯蘭傳教士和旅行作家

### 19日
- 拜伦勋爵，英國詩人、革命家
- 約翰內斯·阿洛伊修斯·馬蒂尼-拉古納，德國私人學者

### 23日
- 理查·佩恩·奈特，英國藝術鑒賞家、收藏家和業餘考古學家

### 24日
- 皮埃爾-克勞德·博伊斯特，法國語言學家和詞典編纂家
- 喬治·馮·施滕格爾，德國公務員

### 28日
- 約翰·卡斯帕·林登伯格，呂貝克市長
- 弗里德里希·路德維希·祖·維德·朗克爾，Wied-Runkel 和 Neuerburg 親王，帝國將軍

### 29日
- 尼古拉斯·勞爾，德國肖像畫家
- 喬治·伊格納茲·魏卡德，德國法警和企業家

### 日期不詳
- 約翰·邁克爾·阿爾巴內德，奧地利雕塑家、壓花師和陶藝家

## 5月

### 4日
- 儒贝尔，法國文人，以身後出版的《隨思錄》(Pensées)而聞名。
- 萊昂納多·弗魯拉尼，義大利政治家

### 6日
- 羅莎·莫蘭迪，義大利歌劇演唱家（女高音）

### 8日
- 让-雅克·雷吉斯·德·康巴塞雷斯，第一代帕爾馬公爵，是法國大革命與法蘭西第一帝國期間的政治家和律師

### 9日
- 約翰·克裡斯托夫·格魯布，漢薩同盟城市呂貝克的商人和議員
- 弗里德里希·馬克西米利安·馮·岡德羅德，德國律師和公務員
- 約翰·海因里希·特羅爾，瑞士畫家和平面藝術家

### 12日
- 讓-法蘭索瓦-艾梅·德讓，法國將軍

### 15日
- 馮·沃特豪森伯爵約翰·菲力浦·施塔迪翁，德國政治家
- 亞歷山大·坎貝爾，蘇格蘭音樂家、作家、蘇格蘭和英國民歌的收藏家和編曲家
- 約翰·邁克爾·隆德，法羅群島的Løgmaður和卑爾根市長

### 20日
- 克利斯蒂安·路德維希·帕爾佐夫，德國律師和作家

### 22日
- 克裡斯托夫·弗里德里希·威廉·諾皮奇，德國管風琴家、作曲家和音樂總監

### 24日
- 科比尼安·加特納，薩爾茨堡教會律師、法律史學家和地區歷史學家
- 弗里德里希·威廉·柯特·馮·萊比錫，德國公務員和地區行政長官

### 25日
- 卡爾·弗里德里希·布呂格爾曼，埃爾伯費爾德市長
- 湯瑪斯·哈里斯，英國熱氣球運動員和發明家
- 戈特利布·林格爾陶貝，波美拉尼亞的路德宗神學家和總監督

### 26日
- 卡佩爾·洛夫特，英國作家
- 奧托·馮·皮爾奇，普魯士軍官，最後一位中將
- 克利斯蒂安·弗裡德里希·祖·斯托爾貝格-韋尼格羅德，韋尼格羅德郡的攝政王

### 28日
- 黑塞結·赫塞爾，德國拉比
- 約瑟夫·萊因哈德，瑞士畫家和製圖員

### 29日
- 讓-巴蒂斯特·維勒莫茲，法國共濟會成員

### 30日
- 阿洛伊茲·斯托爾佩，波蘭鋼琴家、音樂教師和作曲家

## 6月

### 3日
- 克利斯蒂安·戈特利布·弗裡德里希·斯托維，新教神職人員和天文學家

### 5日
- 路德維希·克利斯蒂安·威廉·茲威克，漢諾威市長

### 6日
- 卡爾·弗里德里希·馮·科斯旺特，普魯士軍官，最後一位中將

### 10日
- 約翰·卡斯帕·科基，製造商和馬格德堡當地政治家
- 凱撒·羅德尼，美國政治家

### 11日
- 約翰·格奧爾格·弗裡德里希·雅各比，德國作家、出版商、企業家和軍官

### 14日
- 朱利安·德·拉蘭德·波伊德拉斯，美國政治家

### 15日
- 保羅·布裡格姆，美國佛蒙特州代表

### 16日
- 夏尔-弗朗索瓦·勒布伦，皮亞琴察公爵

### 18日
- 費迪南多三世，托斯卡納大公

### 19日
- 弗里德里希·馮·海德沃爾夫，德國地主和國會議員

### 20日
- 约翰·弗里德里希·瑙曼（Johann Friedrich Lohmann），Schwelm商人和Witten鋼鐵工業的創始人

### 21日
- 艾蒂安·艾尼昂，法國作家
- 路易-弗朗索瓦·德·鮑塞特-羅克福，法國神職人員，天主教會紅衣主教

### 23日
- 喬治·弗裡德里希·漢勒，德國藥劑師
- 弗朗茨·霍尼，德國風景畫家

### 24日
- 弗里德里希·特勞戈特·韋滕格爾，德國路德宗神學家

### 26日
- 約翰·格哈德·赫爾姆克，德國麵包師傅、穀物商人和房地產投機者
- 奧古斯特·路德維希·克利斯蒂安·伊森西，德國讚美詩作家

### 27日
- 溫澤爾·埃德勒·馮·安克伯格，奧地利棋手、公務員和錢幣學家

### 28日
- 漢斯·亨里克·馮·埃森，瑞典帝國元帥和政治家

### 29日
- Anton Unternährer，瑞士木匠、奇迹醫生和教派創始人

## 7月

### 1日
- 拉克倫·麥覺理，新南威爾士州州長

### 4日
- 約翰內斯·佩特魯斯·明克勒斯，荷蘭科學家和發明家

### 5日
- 拉杜坦佩亞，羅馬尼亞東正教牧師、教育家、語法學家和羅馬尼亞學者

### 6日
- 約翰·邁克爾·費德，德國天主教神職人員和大學教師

### 7日
- 奧古斯特·海因里希·馮·博格斯泰德，普魯士首席財政委員

### 8日
- 卡爾·羅特曼，德國詩人、哲學家和政治家

### 9日
- 吉斯貝圖斯·科尼利厄斯·德容，荷蘭代芬特爾老天主教主教
- 約翰·科尼利厄斯·克裡格，丹麥海軍上將

### 14日
- 卡美哈梅哈二世，夏威夷國王（1819年–1824年）

### 17日
- 廷奇·寇克斯，美國政治家

### 19日
- 阿古斯丁一世，墨西哥將軍和政治家
- 亞歷山大·皮爾斯，英國罪犯和食人族

### 20日
- 緬因·德·比蘭，法國哲學家
- 瓊·梅爾基奧·肯珀，荷蘭法學家和政治家

### 21日
- 大衛·豪威爾，美國律師和政治家
- 拉玛二世，暹羅國王（1809年–1824年）
- 赫爾克里·德塞爾伯爵，律師和政治家

### 22日
- 恩斯特·戈特洛布·摩根貝瑟，德國法官和行政律師

### 24日
- 海因里希·湯瑪斯·馮·卡徹，德國外交官

### 26日
- 奧古斯丁·德·貝當古，西班牙工程師和俄羅斯將軍

### 27日
- 威廉·羅德曼，美國政治家

### 28日
- 詹姆斯·威爾遜，美國政治家

### 30日
- 約翰·史密斯，美國政治家（民主共和黨）

## 8月

### 3日
- Hieronymus Kamphövener，德國行政律師
- 奧古斯丁·莫納隆，法國商人、政治家和銀行家

### 4日
- 約翰·霍格，美國政治家

### 6日
- 約翰·彼得·馮·蘭格，德國畫家

### 8日
- 弗裡德里希·奧古斯特·沃爾夫，德國古典學者

### 10日
- 瑪麗·弗朗索瓦·魯耶，法國步兵將軍

### 12日
- 查理斯·內林克斯，比利時出生的洛雷托修女會創始人

### 14日
- 尼古拉斯·盧波特，法國小提琴製造商

### 15日
- 卡爾·阿諾德·科圖姆，德國醫生、作家和當地歷史學家

### 16日
- 查理斯·湯姆森，愛爾蘭出生的美國作家和政治家

### 17日
- 恩斯特·帕斯特納奇，德國音樂家和作曲家
- 約翰·克裡斯托夫·齊姆森，德國路德宗神學家，瑞典-波美拉尼亞總督

### 20日
- 保羅·克裡斯托夫·戈特洛布·安德列，德國法學家

### 21日
- 弗裡德里希·奧古斯特·伯格米勒，杜塞爾多夫的德國鋼琴家、指揮家和音樂總監
- 卡羅琳的約翰·泰勒，美國政治家（民主共和黨）
- 古斯塔夫·馮·施拉布倫多夫，德國政治作家

### 22日
- 約翰·格奧爾格·哈加瑟（Johann Georg Hargasser），德國藥劑師和植物學家

### 24日
- 第一代鄧雷文和芒特伯爵瓦倫丁·奎因，愛爾蘭政治家

### 26日
- 約翰·魯道夫·喬特克·馮·喬特科夫，奧地利財政部長兼波希米亞州長
- 萊納·孔普，埃托夫州市長兼市長

### 27日
- 約翰·克利斯蒂安·沃伊澤克，德國人，喬治·布希納（Georg Büchner）的戲劇《沃伊澤克》（Woyzeck）中主角的模特

### 31日
- 約瑟夫·雷蒙德，奧地利建築大師和景觀設計師

### 日期不詳
- 阿爾弗雷德·杜沃塞爾，法國博物學家

## 9月

### 7日
- 奧托·弗裡德里希·伊格內修斯，德國波羅的海畫家、作家和作曲家
- 尼古拉斯·韋爾，美國政治家

### 8日
- 威廉·普林斯，美國政治家
- 安東尼奧·加布里埃爾·塞韋羅利，義大利神職人員和羅馬教會紅衣主教

### 9日
- 巴爾薩澤·喬治的傳奇，法國礦物學家和化學家

### 11日
- 弗朗茨·加倫菲爾德，普魯士公務員，地區行政長官
- 卡爾·西奧多·希爾森伯格，德國植物學家和博物學家

### 13日
- 路易斯·阿爾伯特·吉斯蘭·巴克勒·德阿爾貝，法國軍事地形學家

### 15日
- 約翰·弗里德里希·布勞恩，德國雙簧管演奏家和作曲家
- 西奧多·斯坦勒，德國律師和當地政治家，英戈爾施塔特市長

### 16日
- 路易十八，法國國王
- 喬治·弗裡德里希·雷布曼，德國律師和公關人員
- 賈科莫·特裡托，義大利作曲家和音樂教師

### 20日
- 恩斯特·馮·德·瑪律斯堡，德國作家、詩人、翻譯家、律師和特使

### 23日
- 斯蒂芬·欣里希·貝克，漢薩同盟城市呂貝克市市長

### 27日
- 路德維希·格雷斯，奧地利管風琴製造商

### 30日
- 格哈德·馮·洛梅塞姆，杜倫區的德國公務員和地區行政長官
- 喬治·朱利葉斯·費利克斯·馮·德·奧斯滕，Ostenscher Kreis地區行政長官
- 撒母耳·尼古拉斯·斯莫爾伍德，美國政治家

## 10月

### 1日
- 齊格弗里德·萊貝雷希特·克魯修斯，德國出版商、書商和農民

### 4日
- 約翰·海因里希·邁克爾·安德列斯，普魯士法學家
- 湯瑪斯·威爾遜，美國政治家

### 7日
- Thaddäus Rinderle，德國數學家、天文學家、本篤會修道士和牧師
- 弗裡德里希·卡爾·朗普夫，德國文學家、修辭學家、新教神學家和古典語言學家

### 9日
- 喬納森·代頓，美國政治家
- 維克多·弗朗茨·安東·格魯茨-魯赫蒂，瑞士羅馬天主教神職人員

### 10日
- 約翰·阿道夫·馮·蒂爾曼，撒克遜人、俄羅斯和普魯士軍官，最近擔任騎兵將軍

### 13日
- 詹姆斯·蘭姆，英格蘭第一代男爵

### 15日
- 查理斯·裡奇，美國政治家

### 16日
- 約翰·克利斯蒂安·戈特弗裡德·德雷塞爾，德國牧師和編年史家
- 讓·貝努瓦·舍勒（Jean Benoît Schérer），法國律師、歷史學家、地形學家、外交官和共濟會成員

### 17日
- 比爾吉特·凱薩琳·博耶，丹麥詩人
- 馬蒂亞斯·舒（Mathias Schou），盧森堡音樂家和吟遊詩人

### 19日
- 弗朗茨·菲力浦·芬納·馮·芬內伯格，奧地利陸軍元帥中尉

### 21日
- 卡爾·范·埃斯，德國本篤會僧侶和作家

### 24日
- 約翰·弗朗茨·約瑟夫·馮·內塞爾羅德-賴興斯坦，科隆選舉委員會主席；貝格大公國內政部長

### 26日
- 克利斯蒂安·弗裡德里希·斯特羅梅耶，德國外科醫生、宮廷醫生和私人醫生

### 27日
- 安德列·圖因，法國植物學家

### 28日
- 亞歷山大·尼古拉斯·舍勒，德俄化學家

### 29日
- 查理斯·平克尼，美國政治家

### 30日
- 查理斯·羅伯特·馬圖林，愛爾蘭新教神職人員
- 克利斯蒂安·戈特洛布·普雷吉澤，德國神學家

## 11月

### 9日
- 安德列亞斯·莫拉赫，蒂羅爾管風琴製造商
- 簡·薩維奇，英國大鍵琴演奏家和作曲家
- 喬治·克裡斯托夫·施呂特，德國印刷商和出版商

### 11日
- 弗裡德里希·威廉·厄特，德國新教牧師和當地歷史學家

### 13日
- 弗裡德里希·威廉·海因里希·庫勒曼，德國律師和市長

### 14日
- 馬丁·維尼奧勒，法國將軍和政治家

### 15日
- 弗里德里希·馮·烏澤多姆，皇家普魯士少將，第10驃騎兵團團長

### 16日
- 莫裡斯·米勒，美國律師和政治家

### 17日
- 約瑟夫·麥克明，美國政治家和田納西州第五任州長

### 18日
- 撒母耳·法羅，美國政治家

### 20日
- 卡爾·阿克塞爾·阿倫尼烏斯，瑞典炮兵軍官，業餘地質學家和化學家

### 22日
- 弗朗索瓦·萊瓦揚，法國鳥類學家
- 路易斯·莫裡斯，美國政治家
- 保羅·萊因哈特，瑞士自由鬥士
- 喬治·沃爾特·文森特·馮·維斯，羅伊斯政治家

### 23日
- 費奧多爾·雅科夫列維奇·阿列克謝耶夫，俄羅斯畫家和教授
- 馬修斯·馮·科林，奧地利作家

### 24日
- 約翰·喬治·克利斯蒂安·弗萊，德國風景畫家

### 29日
- 瑪麗亞·馬達萊娜·德爾·因卡納齊奧內，義大利創始人和祝福

### 30日
- 皮埃爾·亞歷山大·勒·加繆，政治家和政治家
- 路易吉·莫斯卡，義大利作曲家和歌唱教師

### 日期不詳
- 約翰·哈裡斯，美國政治家

## 12月

### 5日
- 耶利米·科斯登，美國政治家
- 安妮·路易絲·德·茹伊·布里隆，法國大鍵琴演奏家、鋼琴家和作曲家
- 弗里德里希·卡爾·阿道夫·馮·林德曼，德國軍官
- 卡斯帕·約瑟夫·利齊烏斯，德國教堂音樂家、宮廷秘書、大教堂指揮、音樂總監、大教堂作曲家
- 查理斯·曼奈，特里爾主教，歐塞爾和雷恩主教

### 7日
- 文森茨·瑪麗亞·馮·科洛拉特-利布斯坦斯基，奧地利Feldzeugmeister和Grand Prior

### 9日
- 安·路易·吉罗代·特里奥松，法國古典主義畫派和浪漫主義畫派之間承前啟後的著名畫家，是大衛特的學生。

### 10日
- 佩德·安克（Peder Anker），挪威駐斯德哥爾摩國務大臣

### 13日
- 克利斯蒂安·海因里希·格梅林，德國法學家

### 14日
- 約翰內斯·瓦爾德納（Johannes Waldner），胡特爾派的代表

### 15日
- 湯瑪斯·亨德森，美國政治家

### 16日
- 皮埃尔·马加龙（Pierre Margaron），法國騎兵將軍

### 17日
- 約翰·阿諾德·坎恩，德國作家、神話學家和語言學家（東方學家）

### 19日
- 約翰·克利斯蒂安·克倫格爾，德國蝕刻師和畫家

### 21日
- 詹姆斯·帕金森，英國外科醫生、藥劑師、地質學家、古生物學家和政治活動家

### 22日
- 喬治·德·魯格蒙特，瑞士律師和政治家

### 23日
- 斐迪南德·施圖克，德國律師和軍官

### 24日
- 約翰·克裡斯托夫·馮·阿雷廷，德國記者、歷史學家、圖書管理員和律師
- 普什馬塔哈，喬克托印第安人酋長

### 25日
- 朱利安·馮·克魯德納，利沃尼亞-德國貴族和虔誠派作家

### 28日
- 查理斯·皮克泰·德·羅什蒙，瑞士外交官、政治家和軍官

### 29日
- 約瑟夫·阿爾伯特·巴克勒·德阿爾貝，法國軍事地形學家
- 基利安·古比茨，羅馬天主教神職人員

## 日期不詳
- 阿裡·庫利·汗·卡扎爾，伊朗卡扎爾王朝創始人阿迦·穆罕默德·汗·卡扎爾的同父異母兄弟
- Mah Laqa Bai（馬拉卡白酒店）	印度詩人、和慈善家
- 瑪麗安·伯海姆（Marianne Böheim）	德國戲劇女演員
- 理查兄弟	海軍軍官，英以主義的創始人
- 大衛·布希內爾	美國發明家
- 尼古拉斯·杜波依斯·德·謝芒	法國牙醫
- 萊昂哈德·艾森施米德	卡林西亞旅行者和冒險家
- 約瑟夫·蓋斯特	奧地利製表師
- 戈特利布·哈斯	德國印刷商和書籍轉銷商
- 彼得·米特爾	德國演員兼導演
- 安東尼奧·納里尼奧	南美獨立戰爭中的軍事領袖
- 保羅-弗朗索瓦·德·諾瓦耶	法國博物學家
- 弗雷德里克·馬格努斯·派珀	瑞典建築師
- 喬治·鮑威爾	英國海豹獵人和南極洲南奧克尼群島探險家
- 約翰·戈特利布·施萊策	德國建築師
- 威廉·斯蒂奇	德國戲劇演員
- 漢斯·威廉·馮·圖梅爾	德國公使和外交官
- 亞歷山大·尤伯	德國作曲家
- 菲力浦·沃恩	發明家